# In the Name of the Grandfather
In the Name of the Grandfather é 14º episódio da 20ª temporada de Os Simpsons. Ele foi exibido originalmente nos Estados Unidos no canal da FOX, no dia 22 de Março de 2009. Nesse episódio, Os Simpsons quebram um compromisso com o Vovô Simpson, e agora eles têm de fazer a vida dele valer a pena... Na Irlanda!

## Resumo do episódio
Os Simpsons decidem comprar uma banheira de hidromassagem e acabam praticamente vivendo nela. Eles se acomodaram tanto com a banheira que se esqueceram do Vovô Simpson num evento em família asilo. Então Homer decide se desculpar com o seu pai levando-o para um pub na Irlanda que este frequentava enquanto jovem, apenas para descobrir que os pubs não são mais populares no país. Enquanto estavam bêbados, Homer e seu pai sem querer comprar o Pub e não conseguem render dinheiro; por isso eles pedem a ajuda de Moe e transformam o Pub em um Fumódromo. Por fumar ser ilegal na Irlanda, Homer e Abe são presos e julgados.

## Recepção
Esse episódio teve 6,15 milhões de telespectadores em sua transmissão original, enquanto esse mesmo episódio teve 511000 telespectadores na exibição na Sky 1. A FOX ficou em quarto lugar geral da noite, com Family Guy com 7,45 milhões de telespectadores, e American Dad com 5,85 milhões de telespectadores.